# Mora moro
Pour les articles homonymes, voir Mora.
Genre
Espèce
Mora moro (noms vernaculaires : le Mora ou Moro commun) est une espèce de poissons du genre Mora et de la famille des Moridae. C'est la seule espèce de son genre.

## Description
Mora moro est un poisson des grandes profondeurs (entre −450 et −2 500 m) et qui mesure jusqu'à 80 cm. Forme générale des gadidés, coloration générale grise.

## Répartition
Mora moro se rencontre dans les océans Atlantique, Indien et Pacifique à une latitude comprise entre le 64°N et le 51°S. Il est également présent dans la partie ouest de la Méditerranée.

## Régime alimentaire
Mora moro se nourrit de poissons, crustacés, mollusques, encornets...